# シャーローム
シャーローム（שָׁלוֹם šālôm [ʃʌ'lom], アシュケナジム式：šólem, sholom, sholym）はヘブライ語で「平和」を意味する言葉。ヘブライ語の挨拶のひとつでもあり、日本語の「こんにちは」に相当する。
シャーローム・アレイヘム（返すときはアレイヘム・シャーローム）は別れの挨拶であり、安息日の夜に歌われるピーユートの名称でもある。
アラビア語のサラーム(سلام, DMG方式: salām)、またアッ＝サラーム・アライクム(السلام عليكم, as-salāmu ʿalaykum)、（返すときはワ・アライクム・ウッ＝サラーム, وعليكم السلام, wa-ʿalaykum us-salām）の同等表現で、どちらも古代メソポタミア文明期に話されていたアッカド語といった言語における平和・平安という意味のあいさつを継承したものとされている。
アラビア語のサラームとヘブライ語のシャロームは同語源で、共にセム語の語根šlmに由来するが、アラビア語の場合šはsに変化している。アラビア語のサラームもヘブライ語のシャロームと同様に「平和」という意味がある。

## 派生形
- ショーレムはアシュケナジム式の発音（イディッシュ語）
  - ゲルショム・ショーレム - ドイツ出身のイスラエルの神秘主義的思想家
  - ショーレム・アレイヘム - ウクライナ出身のジャーナリスト、劇作家、小説家
  - ショーレム・アッシュ - ポーランドの劇作家、小説家

- シェローモー（シュロモ、שְׁלֹמֹה shlomo, šlm, šloymoy, šloyme）＝ソロモン（Solomon）、サラモン（Salamon）、サロモン（Salomon）、ゾーロモン/ザーラモン（Solomon, Salomon）、ザルマン（Zalman）、スライマン、シュライマン（Sulayman）
  - シュロイメ・アンスキー - ベラルーシの作家、劇作家、民俗学者

## 人名
- シルヴァン・シャロム - イスラエルの政治家

## 天体
- ラー・シャローム（ラ・シャロム） - 小惑星の名前

## 他の用例
- シャローム (イスラエル民謡)（英語版） - イスラエルの民謡。
- シャーローム (週刊紙) - トルコのユダヤ人向け週刊紙。
- シャロム 魔城伝説III 完結編 - コナミのゲームソフト。
- Shalom - minkのアルバム。
- シャロウムちゃん - オウムを模した駐日イスラエル大使館のマスコットキャラクター（ゆるキャラ）。名前の由来はシャーロームとオウムのかばん語。